# Municipio de Rosing
El municipio de Rosing (en inglés: Rosing Township) es un municipio ubicado en el condado de Morrison en el estado estadounidense de Minnesota. En el año 2010 tenía una población de 146 habitantes y una densidad poblacional de 2,92 personas por km².

## Geografía
El municipio de Rosing se encuentra ubicado en las coordenadas 46°17′56″N 94°26′40″O / 46.29889, -94.44444. Según la Oficina del Censo de los Estados Unidos, el municipio tiene una superficie total de 49.97 km², de la cual 47,05 km² corresponden a tierra firme y (5,84 %) 2,92 km² es agua.

## Demografía
Según el censo de 2010, había 146 personas residiendo en el municipio de Rosing. La densidad de población era de 2,92 hab./km². De los 146 habitantes, el municipio de Rosing estaba compuesto por el 100 % blancos. Del total de la población el 1,37 % eran hispanos o latinos de cualquier raza.